# Стильб
Стильб (обозначение: сб, sb; от греч. στίλβω — сверкаю) — единица яркости в системе СГС.
1 стильб равен яркости равномерно светящейся плоской поверхности площадью 1 см2 в перпендикулярном к ней направлении при силе света 1 кандела.
1 сб = 104 кд/м²
В настоящее время данная единица практически вышла из употребления. В своих рекомендациях Международная организация законодательной метрологии (МОЗМ) относит стильб к числу единиц измерения, «которые должны быть изъяты из обращения как можно скорее там, где они используются в настоящее время, и которые не должны вводиться, если они не используются».